# AGS JH21C
Der AGS JH21C war das erste Formel-1-Auto des provençalischen Rennstalls Automobiles Gonfaronnaises Sportives (AGS). Er beruhte in vielen Aspekten auf Komponenten von Renault und wurde zweimal in der Formel-1-Saison 1986 eingesetzt. Das Auto erreichte keine Zielankunft.

## Hintergrund
AGS war seit 1969 im Motorsport aktiv. Anfänglich trat das in Gonfaron ansässige und aus einer Auto-Reparaturwerkstatt hervorgegangene Team in der Formule France bzw. Formule Renault an, ab 1977 dann in der Formel-2-Europameisterschaft. In allen Klassen baute AGS eigene Rennwagen, die seit 1970 von Christian Vanderpleyn konstruiert wurden. Der Teamgründer Henri Julien dachte seit den späten 1970er-Jahren wiederholt über den Aufstieg in die Formel 1 nach. Einen ersten Versuch hierzu unternahm er 1979, als ein modifizierter Formel-2-AGS unter Alain Couderc an einem Lauf der Aurora F1 Series teilnahm. Im Anschluss daran ruhten die Formel-1-Ambitionen in Gonfaron zunächst wieder. Allerdings fragte Henri Julien ab 1981 mehrfach bei Renault nach, ob von dessen Formel-1-Team technische Unterstützung und insbesondere die Turbo-Motoren zu erhalten wäre. Renault lehnte dies mehrfach ab. Als Renault allerdings Ende 1985 sein werksseitiges Formel-1-Engagement einstellte, übernahm AGS einen Teil der Werkzeuge und der Ersatzteile des französischen Teams. Hierzu gehörten mehrere Kunststoff-Monocoques, Aufhängungsteile, Bremsen und einiges mehr. Renaults Turbomotoren übernahm AGS hingegen nicht. Die mechanischen Komponenten des Renault-Teams bildeten die Grundlage für Juliens Formel-1-Projekt, das 1986 begann.

## Technik des JH21C
Der JH21C verfügte über ein Monocoque aus Kunststoff. Es war das erste Mal, dass Vanderpleyn mit diesem Werkstoff arbeitete; seine bisherigen Fahrzeuge für AGS hatten regelmäßig Cockpits aus Aluminium. Im Ganzen entsprach das Monocoque früheren Renault-Konstruktionen. Einige Quellen meinen, AGS verwendete eines der von Renault übernommenen Monocoques. Nach anderen Quellen konstruierte Vanderpleyn das Monocoque neu; er habe sich dabei allerdings von den Renault-Entwürfen inspirieren lassen. Die Hinterradaufhängung und das Getriebe wurden unverändert vom Renault RE60 übernommen.
Hinsichtlich des Antriebs hatte AGS zunächst auf die Turbomotoren von Renault gehofft. Nachdem Renault eine Lieferung aber mit dem Hinweis abgelehnt hatte, dass bereits alle verfügbaren Triebwerke für die Kundenteams Ligier, Lotus und Tyrrell benötigt würden, installierte Vanderpleyn einen 1,5 Liter großen Sechszylinder-Turbomotor von Motori Moderni. Es handelte sich um gebrauchte Triebwerke, die 1985 exklusiv bei Minardi gelaufen waren. AGS wurde damit zum ersten und einzigen Kundenteam Motori Modernis.
Das Auto war übergewichtig. Werksseitig wurde sein Gewicht mit 560 Kilogramm angegeben, Beobachter gingen allerdings davon aus, dass das tatsächliche Gewicht deutlich höher lag.
AGS stellte im Laufe des Jahres 1986 ein Exemplar des JH21C her, das intern die Fahrgestellnummer 031 erhielt. Es wurde im Winter 1986/87 für die Aufnahme eines Cosworth DFZ-Motors vorbereitet und wurde zum ersten der beiden JH22-Modelle.

## Nomenklatur
Die Bezeichnung des Wagens als JH21C ist ungewöhnlich. AGS gab jedem Modell, das in Gonfaron konstruiert wurde, eine eigene Typenbezeichnung; dabei wurde eine fortlaufende Nummerierung gewählt. Buchstabenzusätze wurden nur dann verwendet, wenn ein Ausgangsmodell erheblich weiterentwickelt worden war. Von diesem System macht der JH21C eine Ausnahme. Einen JH21 ohne Buchstabenzusatz gab es nicht; auch existierte weder ein JH21A noch ein JH21B.
Ab 2005 wurde in einem französischen Automobilmuseum ein Fahrzeug ausgestellt, das als AGS JH21D bezeichnet wurde. Es entsprach in seiner äußeren Aufmachung dem JH21C. Werksseitig stellte AGS kein Auto her, das die Bezeichnung JH21D trug; ein solches Auto wurde zu keinem Großen Preis gemeldet. In der Literatur hat sich die Auffassung durchgesetzt, dass es sich bei diesem Auto um einen Nachbau bzw. um einen Rückbau handelt. Zumeist wird vertreten, dass der JH21D aus den Resten des ersten JH22 aufgebaut wurde, der seinerseits auf dem JH21C beruhte und im Laufe der Saison 1987 von Pascal Fabre in einem Unfall zerstört wurde.

## Renneinsätze
AGS debütierte mit dem JH21C anlässlich des Großen Preises von Italien im September 1986. Grund für diesen Starttermin war der Umstand, dass AGS mit dem Jolly Club einen italienischen Sponsor und mit Ivan Capelli einen italienischen Fahrer hatte. Beim Debütrennen schied Capelli nach 31 Runden infolge eines Reifendefekts aus. Beim anschließenden Großen Preis von Portugal qualifizierte er sich ebenfalls, musste aber wegen eines Aufhängungsbruchs aufgeben. Die folgenden Rennen in Mexiko und Australien ließ das Team aus Kostengründen aus. Weitere Renneinsätze des JH21C gab es nicht.

## Ergebnisse
| Fahrer               | Nr.                  | 1 | 2 | 3 | 4 | 5 | 6 | 7 | 8 | 9 | 10 | 11 | 12 | 13  | 14  | 15 | 16 | Punkte | Rang |
| -------------------- | -------------------- | - | - | - | - | - | - | - | - | - | -- | -- | -- | --- | --- | -- | -- | ------ | ---- |
| Formel-1-Saison 1986 | Formel-1-Saison 1986 |   |   |   |   |   |   |   |   |   |    |    |    |     |     |    |    | 0      | –    |
| Ivan Capelli         | 31                   |   |   |   |   |   |   |   |   |   |    |    |    | DNF | DNF |    |    | 0      | –    |

| Legende  | Legende            | Legende                                                          |
| Farbe    | Abkürzung          | Bedeutung                                                        |
| -------- | ------------------ | ---------------------------------------------------------------- |
| Gold     | –                  | Sieg                                                             |
| Silber   | –                  | 2. Platz                                                         |
| Bronze   | –                  | 3. Platz                                                         |
| Grün     | –                  | Platzierung in den Punkten                                       |
| Blau     | –                  | Klassifiziert außerhalb der Punkteränge                          |
| Violett  | DNF                | Rennen nicht beendet (did not finish)                            |
| Violett  | NC                 | nicht klassifiziert (not classified)                             |
| Rot      | DNQ                | nicht qualifiziert (did not qualify)                             |
| Rot      | DNPQ               | in Vorqualifikation gescheitert (did not pre-qualify)            |
| Schwarz  | DSQ                | disqualifiziert (disqualified)                                   |
| Weiß     | DNS                | nicht am Start (did not start)                                   |
| Weiß     | WD                 | zurückgezogen (withdrawn)                                        |
| Hellblau | PO                 | nur am Training teilgenommen (practiced only)                    |
| Hellblau | TD                 | Freitags-Testfahrer (test driver)                                |
| ohne     | DNP                | nicht am Training teilgenommen (did not practice)                |
| ohne     | INJ                | verletzt oder krank (injured)                                    |
| ohne     | EX                 | ausgeschlossen (excluded)                                        |
| ohne     | DNA                | nicht erschienen (did not arrive)                                |
| ohne     | C                  | Rennen abgesagt (cancelled)                                      |
| ohne     | keine WM-Teilnahme |                                                                  |
| sonstige | P/fett             | Pole-Position                                                    |
| sonstige | 1/2/3/4/5/6/7/8    | Punktplatzierung im Sprint-/Qualifikationsrennen                 |
| sonstige | SR/kursiv          | Schnellste Rennrunde                                             |
| sonstige | *                  | nicht im Ziel, aufgrund der zurückgelegten Distanz aber gewertet |
| sonstige | ()                 | Streichresultate                                                 |
| sonstige | unterstrichen      | Führender in der Gesamtwertung                                   |